# Seleção Paquistanesa de Futebol Feminino
A Seleção Paquistanesa de Futebol Feminino representa o Paquistão nas competições de futebol feminino da FIFA.